# Большая Тюменская энциклопедия (Куцев)
Больша́я Тюме́нская энциклопе́дия — первая научно-популярная энциклопедия, посвящённая непосредственно Тюменской области, включая Ханты-Мансийский и Ямало-Ненецкий автономные округа. Содержит 7 тыс. статей более чем по 30 тематическим направлениям.
Издана в 2004—2009 годах в Тюмени на базе Тюменского государственного университета. В редколлегию издания входили два члена-корреспондента РАН, один действительный член РАО и один член-корреспондент.

## Состав издания
Вышедшее в 2004 году издание первоначально насчитывало три тома, затем в 2009 году было дополнено четвёртым:
1. Большая Тюменская энциклопедия / Гл. ред. Г. Ф. Шафранов-Куцев. — 1-е изд. — Тюмень: НИИ региональных энциклопедий ТюмГУ; ИД «Сократ», 2004. — Т. 1. А—З. — 511 с. — 10 000 экз. — ISBN 5-88664-157-2.
2. Большая Тюменская энциклопедия / Гл. ред. Г. Ф. Шафранов-Куцев. — 1-е изд. — Тюмень: НИИ региональных энциклопедий ТюмГУ; «Сократ», 2004. — Т. 2. И—П. — 495 с. — 10 000 экз. — ISBN 5-88664-171-8.
3. Большая Тюменская энциклопедия / Гл. ред. Г. Ф. Шафранов-Куцев. — 1-е изд. — Тюмень: НИИ региональных энциклопедий ТюмГУ; ИД «Сократ», 2004. — Т. 3. Р—Я. — 495 с. — 10 000 экз. — ISBN 5-88664-177-7.
4. Большая Тюменская энциклопедия / Гл. ред. Г. Ф. Шафранов-Куцев. — 1-е изд. — Тюмень: НИИ региональных энциклопедий ТюмГУ; ИД «Сократ», 2009. — Т. 4. А—Я. — 479 с. — 10 000 экз. — ISBN 978-5-88664-349-7.

## История
За всю свою историю жизнь края в какой-то мере охватывалась только двумя энциклопедическими изданиями: «Сибирской советской энциклопедией» (Новосибирск, 1929—1932, тома 1—3; Нью-Йорк, 1992, том 4) и «Уральской советской энциклопедией» (Свердловск—Москва, 1933, том 1).
В 1990-х—2000-х годах по России прокатилась волна издания региональных энциклопедий. Предтечей тюменской региональной энциклопедии стал словник «Земля Тюменская: Энциклопедия в лицах: Словник» / Подг. Т. И. Бакулина и др. (Тюмень: Изд-во Тюмен. гос. ун-та, 2000. — 123 с.). Специалисты отмечают, что несмотря на присутствие в названии слова «энциклопедия», книга является не более чем биографическим словарём.
Издание «Большой Тюменской энциклопедии» было осуществлено на основании постановления Тюменской областной Думы от 29 января 1999 года № 457 и распоряжения губернатора Тюменской области Л. Ю. Рокецкого от 16 апреля 1999 года № 310-р. Изданию предшествовал выпуск энциклопедий «Югория: энциклопедия Ханты-Мансийского автономного округа» (Ханты-Мансийск: НИИ региональных энциклопедий ТюмГУ; ИД «Сократ», 2000 год) и «Ямал: энциклопедия Ямало-Ненецкого автономного округа» (Салехард, Тюмень: Изд-во Тюменского гос. ун-та, 2004 год).
После издания в 2004 году трёх основных томов через 5 лет появилась необходимость в выпуске дополнительного тома. По словам известного в Тюмени краеведа Ю. Л. Мандрики, четвёртый том не добавил новой информации по уже опубликованным статьям, а главным образом привнёс статьи касательно появившихся новых депутатов, лауреатов и заслуженных работников.
Шеф ГТРК «Регион-Тюмень» А. К. Омельчук выпустил радиоверсию энциклопедии.

## Тираж
В энциклопедии тираж её не указан. Со слов Ю. Л. Мандрики, одного из авторов энциклопедии, авторский договор предусматривал тираж 5 тыс. экземпляров, но оговаривал возможность допечатки. По сообщениям местных СМИ, энциклопедия была напечатана в количестве 10 тыс. экземпляров.

## Создатели
Над изданием трудились более 400 авторов на протяжении 5 лет. Авторское право на энциклопедию принадлежит НИИ региональных энциклопедий Тюменского государственного университета (директор д-р филол. наук Ю. А. Мешков, заместители директора д-р филол. наук С. А. Комаров и д-р геол.-минерал. наук Н. Ф. Чистякова), авторское право на оригинал-макет и оформление принадлежит издательскому дому «Сократ» (Екатеринбург).

### Научно-редакционный совет
Сопредседатели: С. С. Собянин, С. Е. Корепанов.
Заместители председателя: Г. С. Корепанов, Г. Ф. Шафранов-Куцев, Н. А. Шевчик.
Члены совета:
| - Абрамов Н. В. - Азаров В. И. - Артеев В. И. - Барбакова К. Г. - Брагина Н. Я. - Заболотный Е. Б. - Загвязинский В. И. - Западнова Н. Н. | - Исламова Т. М. - Капеко М. А. - Карнаухов Н. Н. - Кашуба Э. А. - Киричук С. М. - Клеандров М. И. - Конев А. Ю. - Конев Ю. М. | - Копылов В. Е. - Крылов Г. В. - Мельников В. П. - Мешков Ю. А. - Нестеров И. И. - Новопашин А. П. - Омельчук А. К. - Райков Г. И. | - Ройтблат О. В. - Сметанюк С. И. - Степанчиков В. И. - Тарасова О. П. - Чикишев В. М. - Числов А. В. - Чистова Л. А. |  |

### Редакционная коллегия
Главный редактор д-р филос. наук, чл.-корр. РАО Г. Ф. Шафранов-Куцев, заместитель главного редактора д-р ист. наук Е. Б. Заболотный. Ответственный секретарь редакции А. А. Чернышёв.
Отделы редакции:
| - административно-территориальное деление - В. А. Осипов, д-р геогр. наук - геологическое строение, полезные ископаемые - Н. Х. Кулахметов, канд. геол.-минерал. наук - И. И. Нестеров, д-р геол.-минерал. наук, чл.-корр. РАН - Ю. С. Папин, д-р геол.-минерал. наук - государственное управление и местное самоуправление, законодательная и исполнительная власть, судебная система - М. И. Клеандров, д-р юрид. наук, чл.-корр. РАН - В. Е. Севрюгин, д-р юрид. наук - Г. Н. Чеботарёв, д-р юрид. наук - демография и социальная политика - В. В. Бакулин, канд. геогр. наук - К. Г. Барбакова, д-р филос. наук - животный и растительный мир - В. И. Азаров, канд. биол. наук - И. Д. Нешта, канд. фарм. наук - Е. А. Чирятьев, д-р биол. наук - история, археология, этнография, религия - А. Г. Еманов, д-р ист. наук - А. Ю. Конев, канд. ист. наук - В. В. Коновалов, д-р ист. наук - А. В. Матвеев, д-р ист. наук - Ю. П. Прибыльский, д-р ист. наук - медицина, здравоохранения, физкультура и спорт - В. Г. Бычков, д-р мед. наук - В. Н. Зуев, д-р пед. наук - В. Н. Потапов, д-р пед. наук - В. С. Соловьёв, д-р мед. наук - образование - В. И. Загвязинский, д-р пед. наук, действ. член РАО - персоналии - Е. Б. Заболотный, д-р ист. наук | - сельское хозяйство - Н. В. Абрамов, д-р с.-х. наук - А. С. Иваненко, д-р с.-х. наук - строительство, промышленность, транспорт и связь, наука и техника - О. Ф. Данилов, д-р техн. наук - М. И. Ковенский, д-р техн. наук - Л. Г. Резник, д-р техн. наук - В. Г. Холявко, д-р техн. наук - А. Ф. Шаповал, д-р техн. наук - физическая география, ландшафт, климат, водные источники - В. М. Калинин, д-р геогр. наук - В. В. Козин, д-р геогр. наук - В. А. Лёзин, канд. геогр. наук - В. М. Матусевич, д-р техн. наук - О. В. Соромотина, канд. геогр. наук - экология - Р. М. Цой, д-р биол. наук - В. Д. Шантарин, д-р биол. наук - языки, литература, искусство, культура, средства массовой информации - Е. М. Бабина - В. Ф. Бояркин - С. А. Комаров, д-р филол. наук - А. К. Омельчук - В. Н. Сушкова, канд. филол. наук - Н. К. Фролов, д-р филол. наук - литературная редакция - Н. П. Дементьева - Г. В. Литвиненко - Т. Ф. Тумашова - М. Ю. Чукреева |  |

### Редакторы от ИД «Сократ»
- И. Н. Борисова, д-р филол. наук
- Е. С. Зашихин, канд. филол. наук
- И. Н. Шаманаева, канд. юрид. наук[2]

### Авторы иллюстраций
| - Азаров В. И. - Баянов Е. С. - Бородин А. В. - Валов А. А. - Гашев С. Н. - Гордеев Ю. И. | - Горчаковский А. А. - Зенько А. П. - Кривоногих Ю. И. - Мамаев В. С. - Осипов В. А. - Попов С. Н. | - Пашук А. Г. - Рахимов Р. Х. - Русанов С. А. - Ситников П. С. - Чувашев Г. И. - Штро В. Г. |  |

### Рецензенты
| - Богомяков Г. П., канд. геол.-минерал. наук - Горбачёв В. С. - Днепров С. А., д-р пед. наук - Захаров Ю. М., д-р мед. наук, действ. член РАМН - Козлов Е. П., канд. геол.-минерал. наук | - Комиссаренко А. И. - Карнаухов В. Н., д-р техн. наук - Лящева Л. В., канд. с.-х. наук - Манжелей И. В., канд. пед. наук - Мансуров В. А., д-р филос. наук | - Петров Ю. В., д-р филос. наук - Пономарёв Е. А., д-р геол.-минерал. наук - Русанова О. А., д-р биол. наук - Смирнова М. А. - Шахов И. С., д-р геогр. наук |  |

## Значение
Критики отмечают отсутствие в энциклопедии статей по многим важным темам, а также многочисленные ошибки и опечатки. По мнению информаторов Ю. Л. Мандрики, главным недостатком издания стал отказ от исследовательских задач, в энциклопедию попала лишь уже наработанная справочная информация о людях. В то же время этого нельзя утверждать о дополнительном четвёртом томе, создание которого сопровождалось определённой исследовательской работой.
Как бы то ни было, выход энциклопедии в силу её несовершенства стал катализатором для появления новых справочников. Так, один из авторов энциклопедии Игорь Ермаков подготовил к выпуску книги «Тюменцы — Герои Российской Федерации», «Почётные граждане города Тюмени с 1867 по 2011 годы» и «Артистическая элита Тюмени».